# Рафаїл Гадзевич
Рафаї́л (Ра́фал) Гадзе́вич (пол. Rafał Hadziewicz; 13 жовтня 1803, Замх — 7 вересня 1886, Кельці) — польський маляр родом з Холмщини, студіював у Варшаві, Парижі й Італії. У 1839—1844 працював на посаді професора історичного малярства в Москві, з 1844 — професор Варшавської Мистецької Школи. Виконав ряд портретів; картини на історичні й релігійні теми (між іншим іконостас у Старяві в Галичині).